# رونالد فارغا
رونالد فارغا (بالمجرية: Varga Roland)‏ (23 يناير 1990 ببودابست في المجر - ) هو لاعب كرة قدم مجري في مركزي الوسط والهجوم. شارك مع منتخب المجر تحت 19 سنة لكرة القدم ومنتخب المجر تحت 21 سنة لكرة القدم ومنتخب المجر لكرة القدم. أما مع النوادي، فقد لعب مع غيور تورنا أوزتالي ونادي أويبست ونادي بريشيا ونادي فوجيا ونادي فيرينتسفاروشي واتحاد كلباء.

## وصلات خارجية
- رونالد فارغا على موقع الاتحاد الدولي (مؤرشف)  (الإنجليزية)
- رونالد فارغا على موقع الاتحاد الأوربي (الإنجليزية)
- رونالد فارغا على موقع اتحاد المجر (الهنغارية)
- رونالد فارغا على موقع قاعدة بيانات كرة القدم.إي يو (الإنجليزية)
- رونالد فارغا على موقع ناشيونال فوتبول تيمز (الإنجليزية)
- رونالد فارغا على موقع Soccerway.com (الإنجليزية)
- رونالد فارغا على موقع عالم كرة القدم.نت (الإنجليزية)